# Callidium viridocyaneum
Callidium viridocyaneum là một loài bọ cánh cứng trong họ Cerambycidae.